# Kleine Zoutepolder
De Kleine Zoutepolder is een polder onmiddellijk ten noordwesten van de kom van Biervliet, behorende tot de Polders rond Biervliet, in de Nederlandse provincie Zeeland.
Deze polder behoorde tot het Eiland van Biervliet, maar overstroomde reeds in 1532. Herdijking volgde in 1619. De polder is 33 ha groot.
Het zuiden van de polder wordt tegenwoordig ingenomen door een bedrijventerrein, aansluitend op de kom van Biervliet. De polder wordt in het noorden begrensd door de Zoute Weg. Ten noorden ligt de Groote Zoutepolder.